# شیرمورریختان
شیرمورریختان (نام علمی: ') نام یک زیرراسته از راسته بال‌توری‌سانان است.